# Nagroda Specjalna Jury na Festiwalu Filmowym w Wenecji
Nagroda Specjalna Jury (oryg. Premio speciale della giuria) – jedna z nagród regulaminowych, przyznawanych podczas Międzynarodowego Festiwalu Filmowego w Wenecji przez międzynarodowe jury konkursu głównego. 
Laureaci tego wyróżnienia otrzymują brązową statuetkę przedstawiającą lwa. Dotychczas polskimi twórcami, którzy zdobyli to wyróżnienie są Jerzy Skolimowski (1985) i Agnieszka Holland (2023).

## Laureaci Nagrody Specjalnej Jury
Następujące filmy i twórcy zostali wyróżnieni nagrodą:
| Rok  | Tytuł polski                   | Tytuł oryginalny                        | Reżyseria                | Kraj pochodzenia  |
| ---- | ------------------------------ | --------------------------------------- | ------------------------ | ----------------- |
| 1980 | Aleksander Wielki              | Ο Μεγαλέξανδρος O Megalexandros         | Teo Angelopoulos         | Grecja            |
| 1985 | Latarniowiec                   | The Lightship                           | Jerzy Skolimowski        | Stany Zjednoczone |
| 2013 | Żona policjanta                | Die Frau des Polizisten                 | Philip Gröning           | Niemcy            |
| 2014 | Sivas                          | Sivas                                   | Kaan Müjdeci             | Turcja            |
| 2015 | Blokada                        | Abluka                                  | Emin Alper               | Turcja            |
| 2016 | Outsiderka                     | The Bad Batch                           | Ana Lily Amirpour        | Stany Zjednoczone |
| 2017 | Słodki kraj                    | Sweet Country                           | Warwick Thornton         | Australia         |
| 2018 | Słowik                         | The Nightingale                         | Jennifer Kent            | Australia         |
| 2019 | Mafia to już nie to, co kiedyś | La mafia non è più quella di una volta  | Franco Maresco           | Włochy            |
| 2020 | Drodzy towarzysze!             | Дорогие товарищи! Dorogije towariszczi! | Andriej Konczałowski     | Rosja             |
| 2021 | Pod ziemią                     | Il buco                                 | Michelangelo Frammartino | Włochy            |
| 2022 | Niedźwiedzie nie istnieją      | خرس نیست Khers nist                     | Jafar Panahi             | Iran              |
| 2023 | Zielona granica                | Zielona granica                         | Agnieszka Holland        | Polska            |
| 2024 | Kwiecień                       | აპრილი Aprili                           | Dea Kulumbegaszwili      | Gruzja            |